# Raimund Winkler
Raimund Winkler (* 15. Dezember 1855 in Altona; † 16. Juli 1941 in Kolberg) war ein deutscher Vizeadmiral der Kaiserlichen Marine.

## Leben
Raimund Winkler trat am 18. April 1872 als Kadett in die Kaiserliche Marine ein. Er absolvierte seine Grund- und Seeausbildung, besuchte die Marineschule und avancierte bis Mitte Februar 1876 zum Unterleutnant zur See. Nach Verwendungen als Wachoffizier auf verschiedenen Schiffen war er als Leutnant zur See ab Oktober 1881 für zwei Jahre Kompanieoffizier in der Matrosenartillerieabteilung der I. Matrosendivision. Im Anschluss versah Winkler Dienst als Wachoffizier auf dem Kanonenboot Nautilus, mit der er eine Reise über das südliche Afrika nach Ostasien unternahm. Von Hongkong aus reiste er Anfang August 1885 mit dem Dampfer Iphigenie wieder nach Deutschland zurück, absolvierte die Marineakademie und war dann für fünf Monate Kommandant des Torpedobootes S 25. Daran schloss sich vom 22. September 1887 bis zum 30. September 1889 eine Verwendung als Adjutant der Inspektion des Torpedowesens in Kiel an. Zwischenzeitlich Mitte April 1888 zum Kapitänleutnant befördert, wurde Winkler dann bei der I. Torpedoabteilung Kompanieführer und Chef der I. Torpedobootsreservedivision. Zugleich war er zeitweise Kommandant des Torpedodivisionsbootes D 1 sowie Chef der 1. Torpedobootsdivision. Ende September 1891 kam er als Flaggleutnant zum Stab der II. Division der Manöverflotte und befand sich ab dem 27. September 1892 im Stab des Oberkommandos der Marine in Berlin. Dort erfolgte Mitte September 1894 seine Beförderung zum Korvettenkapitän. Anfang September 1895 trat Winkler die Ausreise nach Sydney an und übernahm am 18. Oktober 1895 das Kommando über den Kreuzers Bussard. Zugleich war er dienstältester Seeoffizier auf der Südseestation. Bei diesem Einsatz gelang es ihm als erster Ausländer die Stabkarte, ein Navigationsinstrument, das im Bereich der Marshallinseln in Mikronesien benutzt wurde, bzgl. Bedeutung und Benutzung zu entschlüsseln.
Über Matupi reiste Winkler ab dem 9. Januar 1898 nach Deutschland zurück, war bis Ende März 1899 wieder beim Oberkommando der Marine, wurde am 16. März 1899 in den Admiralstab der Marine versetzt und avancierte bis Mitte Februar 1901 zum Kapitän zur See. Als solcher war er vom 19. April bis zum 29. September 1901 Kommandant des Großen Kreuzers Victoria Louise, wirkte anschließend als Abteilungsvorstand im Admiralstab der Marine und wurde am 16. Januar 1904 Kommandant des Linienschiffes Wittelsbach. Nachdem er vom 1. Oktober 1905 bis zum 30. September 1906 als Kommodore mit der Wahrnehmung der Geschäfte des 2. Admirals der Aufklärungsschiffe beauftragt gewesen war, wurde Winkler zunächst Vorstand, später Direktor des Nautischen Departements im Reichsmarineamt, was er bis zu seinem Ausscheiden im April 1911 blieb. In dieser Eigenschaft erhielt er anlässlich des Ordensfestes im Januar 1908 den Roten Adlerorden II. Klasse mit Eichenlaub und Ende September 1909 den Stern zum Kronen-Orden II. Klasse. Außerdem erfolgte am 27. Januar 1907 seine Beförderung zum Konteradmiral sowie am 18. Dezember 1909 zum Vizeadmiral. In Genehmigung seines Abschiedsgesuches wurde Winkler am 10. April 1911 mit Pension zur Disposition gestellt und mit dem Ehrengroßkreuz des Oldenburgischen Haus- und Verdienstordens des Herzogs Peter Friedrich Ludwig ausgezeichnet.
Während des Ersten Weltkriegs wurde Winkler als z.D.-Offizier wiederverwendet. Er fungierte bis 1918 als Delegierter der Freiwilligen Krankenpflege und Leiter der Liebesgabenstelle des Reichsmarineamtes und war zudem vom 3. Februar bis zum 13. Mai 1915 mit der Wahrnehmung der Geschäfte des Direktors des Nautischen Departements beauftragt.
Winkler kann zur sogenannten „Torpedobande“ (engl. „Torpedo Gang“) um Alfred Tirpitz gezählt werden, welche ab 1877 das Torpedowesen der Kaiserlichen Marine maßgeblich beeinflusste und taktisch lenkte.
1898 heiratete er Elisabeth Femerling.